# Конфіскат
«Конфіскат» — третій взагалі і перший повноформатний альбом українського рок-гурту «Лінія Маннергейма», виданий 21 лютого 2020 у цифровій дистрбуції. Тексти до пісень написав Сергій Жадан, музику — Євген Турчинов Альбом було записано у Харкові на студіях О!, Spivaki records та M.A.R.T. Оформленням обкладинки займався Мітя Фєнєчкін.
До альбому включені усі три композиції з другого мініальбому Бої без правил та одна з дебютного мініальбому Де твоя лінія? У записі пісні «Озеро» взяв участь Фагот

## Список композицій
| #     | Назва              | Тривалість |
| ----- | ------------------ | ---------- |
| 1.    | «Інтро»            | 5:29       |
| 2.    | «Чорний»           | 4:32       |
| 3.    | «Отче»             | 3:48       |
| 4.    | «Де твоя лінія»    | 4:25       |
| 5.    | «Озеро»            | 4:54       |
| 6.    | «Бої без правил»   | 5:18       |
| 7.    | «Ісус із Назарета» | 5:36       |
| 8.    | «Хороший бізнес»   | 4:35       |
| 9.    | «Міста»            |            |
| 10.   | «Конфіскат»        | 3:13       |
| 47:15 |                    |            |

## Учасники запису
- Сергій Жадан — вокал, тексти;
- Олег Каданов — гітари, вокал, музика;
- Євген Турчинов — гітари, вокал, музика;
- Дмитро Зінченко — барабани, бас, синтезатор, гітара, запис, зведення, мастеринг;
- Олег «Фагот» Михайлюта — вокал (5).